# 杏沙子
杏沙子（あさこ、1994年4月4日 - ）は、日本の女性シンガーソングライター。鳥取県出身。鳥取県立鳥取西高等学校、横浜国立大学卒業。フリーランス。

## 略歴

### 2016年
- 1stシングル『道』を7月15日に原宿ASTRO HALLにてインディーズでリリース[1]。

### 2017年
- 2ndシングル『マイダーリン』を6月17日2ndワンマンライブ"あさこらんど"（渋谷WWW）にてインディーズでリリース[1]。

### 2018年
- 7月11日にミニアルバム『花火の魔法』でメジャー・デビュー[2][3]。

### 2019年
- 2月13日に1stフルアルバム『フェルマータ』をリリース。
- 8月7日に1stシングル『ファーストフライト』をリリース[4]。

### 2022年
- 7月7日にフリーランスになることを発表[5]。

### 2024年
- 4月開校予定となる、鳥取県ならびに中国地方で初の夜間中学校「まなびの森学園」の校歌を手がける。
- 7月30日にアーティスト名を「asaco」に改名することを発表[6]。

### 2025年
- 4月4日にエヴァーグリーン・エンタテイメントを離れ、活動名を「杏沙子」に戻すことを発表。

## ディスコグラフィ

### 参加作品
| 発売日        | タイトル                                              |
| ------------- | ----------------------------------------------------- |
| 2023年6月14日 | He&She『Never Ever Forever (She said) [feat.杏沙子]』 |

### ミュージック・ビデオ
| 公開日     | タイトル                              | 監督      |
| ---------- | ------------------------------------- | --------- |
| 2016/07/07 | 道                                    |           |
| 2016/10/24 | アップルティ―                         |           |
| 2017/06/14 | マイダーリン                          |           |
| 2018/06/18 | 花火の魔法（90秒シングトレーラー）    |           |
| 2019/01/30 | 恋の予防接種 （ショートバージョン）   |           |
| 2019/02/11 | 恋の予防接種 （フルバージョン）       |           |
| 2019/02/06 | チョコレートボックス （ミニMV）       | twotwotwo |
| 2019/02/20 | 着ぐるみ （ぱらぱらムービー）         |           |
| 2019/02/27 | とっとりのうた （ミニMV）             |           |
| 2019/07/30 | ファーストフライト （フルバージョン） |           |
| 2020/01/07 | こっちがいい （ショートバージョン）   |           |
| 2020/02/04 | 花火の魔法 （フルバージョン）         |           |
| 2020/02/04 | こっちがいい （フルバージョン）       |           |
| 2020/06/10 | 見る目ないなぁ （フルバージョン）     |           |
| 2020/07/22 | ジェットコースター （フルバージョン） |           |
| 2021/06/23 | 女の子にしてよ （フルバージョン）     |           |
| 2021/10/13 | 負けたんだ 【縦型MV】                 | twotwotwo |
| 2021/11/24 | 元カノ宣言 （フルバージョン）         |           |
| 2022/01/07 | ピスタチオ （フルバージョン）         |           |
| 2022/03/02 | ともだちに戻るよ （フルバージョン）   |           |
| 2023/04/24 | 瞬間冷凍ラブ                          |           |

## タイアップ一覧
| 起用年 | 曲名                     | タイアップ                                                           |
| ------ | ------------------------ | -------------------------------------------------------------------- |
| 2019年 | アップルティー           | JTBハワイキャンペーン 2019 CM (2019年1月～)                          |
| 2019年 | ケチャップチャップ       | NHKみんなのうた (2019年4月～5月)                                     |
| 2019年 | とっとりのうた           | 山陰放送『テレポート山陰』エンディング (2019年4月～)                 |
| 2019年 | ファーストフライト       | 朝日放送テレビ『ランウェイ24』主題歌 (2019年7月～9月)                |
| 2019年 | こっちがいい             | JSBC SNOW TOWN 2019 CM (2019年12月～)                                |
| 2020年 | おばあちゃんのパスワード | NHK Eテレ「わしも」(第8シリーズ) エンディング (2020年3月～)          |
| 2020年 | 見る目ないなぁ           | TBSテレビ系『COUNT DOWN TV』オープニングテーマ (2020年7月)           |
| 2020年 | 見る目ないなぁ           | エフエム山陰『水木彩也子のFRIDAY×FRIDAY』エンディング (2020年7月)    |
| 2020年 | クレンジング             | テレビ神奈川『関内デビル』エンディングテーマ (2020年7月)             |
| 2020年 | ジェットコースター       | NHK-FM放送『ミュージックライン』2020年度6月・7月のエンディングテーマ |
| 2020年 | ジェットコースター       | テレビ埼玉『情報番組 マチコミ』8月度エンディングテーマ               |

## ライブ

### イベント
- FM802 MINAMI WHEEL 2017（2017年10月7日）
- エドガー・サリヴァン Presents "Music Harvest Festival" ～渋谷の秋、音楽大収穫祭～ supported by 渋谷のラジオ（2017年10月24日）
- 第9回 東京都市大学「等々力祭」（2017年11月5日）
- 福島中央テレビ クリスマスドリーム 杏沙子 Xmas Special Live（2017年12月10日）
- イオンモール広島祇園 PRESENTS SPORTS×MUSIC スペシャルトーク&ライブ（2017年12月24日）
- トアロード・アコースティック・フェスティバル 2018（2018年4月15日）
- SAKAE SP-RING 2018（2018年6月3日）
- ZIP-FM 25th ANNIVERSARY ZIP AUTUMN SQUARE 2018（2018年10月6日）
- MINAMI WHEEL 2018（2018年10月8日）
- FM802×大阪オートメッセ2019（2019年2月10日）
- トアロード・アコースティック・フェスティバル 2019（2019年4月14日）
- SAKAE SP-RING 2019（2019年6月2日）
- Slow LIVE'19 in 池上本門寺（2019年9月1日）
- 名古屋テレビ放送 ウルフィまつり2019（2019年9月28日）
- Act Against AIDS 2019 in 広島（2019年12月14日）
- mix juice ～2nd order～（2021年11月27日）

### ワンマン
- 2016年12月9日 あさこまとめ (六本木morph-Tokyo)で自身初のワンマン開催
- 2017年6月17日 あさこらんど (渋谷WWW)　※レコ発『マイダーリン』
- 2017年6月22日 あさこらんど大阪公演 (梅田シャングリラ)
- 2017年6月25日 あさこらんどファイナル (渋谷club quattro)
- 2017年12月16日 あさこまとめ 東京公演 (渋谷duo exchange)
- 2017年12月25日 あさこまとめ 大阪公演 (Music Club JANUS)
- 2018年9月2日 花火の魔法にかかる夜 大阪公演 (Music Club JANUS)
- 2018年9月15日 花火の魔法にかかる夜 東京公演 (Tsutaya O-EAST)
- 2019年3月15日 fermata 大阪公演 (Osaka Muse)
- 2019年3月30日 fermata 東京公演 (Tsutaya O-EAST)
- 2019年11月23日 あさこまとめ2019〜まとめません～ 大阪公演 (Osaka Muse)
- 2019年12月8日 あさこまとめ2019〜まとめません～ 東京公演 (Shibuya Veats)
- 2020年7月9日 「ノーメイク、ストーリー」リリース記念YouTubeライブ
- 2020年9月27日 杏沙子 ONLINEワンマン 「フェルマータ、ストーリー ～21分の12～」
- 2022年3月5日・21日 LIFE SHOES LIVE
- 2022年9月4日GOOD MORNING（下北沢440 four forty）
- 2023年10月14日SUMMER IS OVER.（六本木 unravel tokyo）
- 2024年9月14日asaco acoustic live "as aco"（渋谷 7th FLOOR）昼−cover live−　夜−original live−
- 2025年6月7日MOON TALK（青山 月見ル君想フ）